# Васильев, Иван Васильевич (генерал)
Ива́н Васи́льевич Васи́льев (2 января 1899, дер. Боровня, Псковская губерния — 7 августа (по другим данным 11 августа) 1944, около села Кринтята, Дрогобычская область) — советский военный политработник, член Военного совета 1-й гвардейской армии. Герой Советского Союза (29.06.1945, посмертно). Генерал-майор (23.01.1943).

## Биография
Иван Васильевич Васильев родился в семье крестьянина. Окончил двухклассное сельское училище Министерства народного просвещения. С детства работал разносчиком молока, в 13 лет его отдали в учение к сапожнику. Позднее работал учеником токаря и токарем на заводе в городе Сольцы Петроградской губернии.
В 1917 году вступил в Красную Гвардию. С 1918 года — в Красной армии. Принимал участие в Гражданской войне, сражаясь с войсками генерала А. И. Деникина на Южном фронте и с польскими войсками на Западном фронте. С 1918 года был красноармейцем и командиром отделения 149-го Невельского стрелкового полка. С 1919 года — красноармеец 165-го полка войск внутренней страхи Республики, в 1920 году — политбоец и библиотекарь роты 55-й стрелковой бригады, с 1920 года — политрук роты 165-го стрелкового полка в этой бригаде (до 1922 года). В 1920 году на фронте вступил в РКП(б).
С 1922 года служил в пограничных войсках Всероссийской Чрезвычайной Комиссии, был политруком 3-го пограничного полка на западной границе. С 1923 года служил в 12-м Заславском пограничном отряде помощником коменданта по политчасти и инструктором политработы, в октябре 1926 года назначен военкомом батальона этого погранотряда. Во время службы в этом отряде в 1925 году окончил Высшую пограничную школу ОГПУ.
С 1929 года — военком 1-го Белорусского полка ОГПУ. С 1930 по 1933 годы учился в Военно-политической академии РККА имени Н. Г. Толмачёва. После её окончания с 1933 года — заместитель начальника политотдела Управления пограничной и внутренней охраны Полномочного представительства ОГПУ по Северо-Кавказскому краю. С 1934 — начальник политотдела Управления внутренней охраны и войск НКВД Приволжского округа. С сентября 1937 года — начальник политотдела Управления пограничной и внутренней охраны НКВД Белорусской ССР — заместитель начальника Управления. С 15 августа 1938 по 27 января 1940 года — начальник политотдела — заместитель начальника ГУЛАГ НКВД СССР. Затем с февраля 1940 года служил начальником Елено-Каракубского лагеря военнопленных НКВД (Сталинская область), с сентября 1940 года — заместителем начальника по политчасти Химкинского исправительно-трудового лагеря НКВД. Служил на политработе в системе ГУЛАГ до августа 1941 года.
За эти годы он дважды награждался именным боевым оружием, избирался депутатом Верховного Совета Белорусской ССР 1-го созыва (в 1938 году).
Принимал участие в советско-финляндской войне 1939—1940 годов.
Участник Великой Отечественной войны с августа 1941 года. С 19 августа 1941 года — заместитель начальника политуправления Брянского фронта. С 18 ноября 1941 года — начальник политотдела 58-й армии (армия находилась в резерве Ставки ВГК). 30 мая 1942 года И. В. Васильев назначен начальником политотдела формирующейся 62-й армии. В июле 1942 года эта армия вступила в бой и прославила своё имя своей героической обороной Сталинграда. За выдающиеся массовые подвиги личного состава и отличное выполнение заданий командования армия 5 марта 1943 года получила гвардейское звание и была переименована в 8-ю гвардейскую армию). В её составе генерал Васильев прошёл всю Сталинградскую битву. Затем в составе армии участвовал в Изюм-Барвенковской наступательной операции.
С 2 августа 1943 года И. В. Васильев — член Военного совета 1-й гвардейской армии 1-го Украинского фронта (командующий армией генерал-полковник А. А. Гречко). В составе армии участвовал в Житомирско-Бердичевской, Проскуровско-Черновицкой, Львовско-Сандомирской наступательных операциях.
6 августа 1944 года войска 1-й гвардейской армии были переданы вновь созданному 4-му Украинскому фронту, продолжая наступление на подступах к Карпатам и очищая от немецких оккупантов Дрогобычский район. В одной из наступавших частей находился и генерал-майор И. В. Васильев. Их целью было овладение населённым пунктом на реке Стрый. В ходе боя 7 (или 11) августа 1944 года при артиллерийском обстреле генерал И. В. Васильев был убит. С воинскими почестями генерал-майор Васильев был похоронен в центре Дрогобыча. 9 сентября 1944 года бойцами 113-го инженерно-сапёрного батальона (6 инженерно-сапёрная бригада РГК) было закончено сооружение на могиле в Дрогобыче памятника генерал-майору Васильеву.
Ходатайство о присвоении И. В. Васильеву звания Героя Советского Союза подписал генерал-полковник А. А. Гречко в июне 1945 года.
Указом Президиума Верховного Совета СССР от 29 июня 1945 года за образцовое выполнение боевых заданий командования на фронте борьбы с немецкими захватчиками и проявленные при этом отвагу и геройство гвардии генерал-майору Васильеву Ивану Васильевичу посмертно присвоено звание Героя Советского Союза.

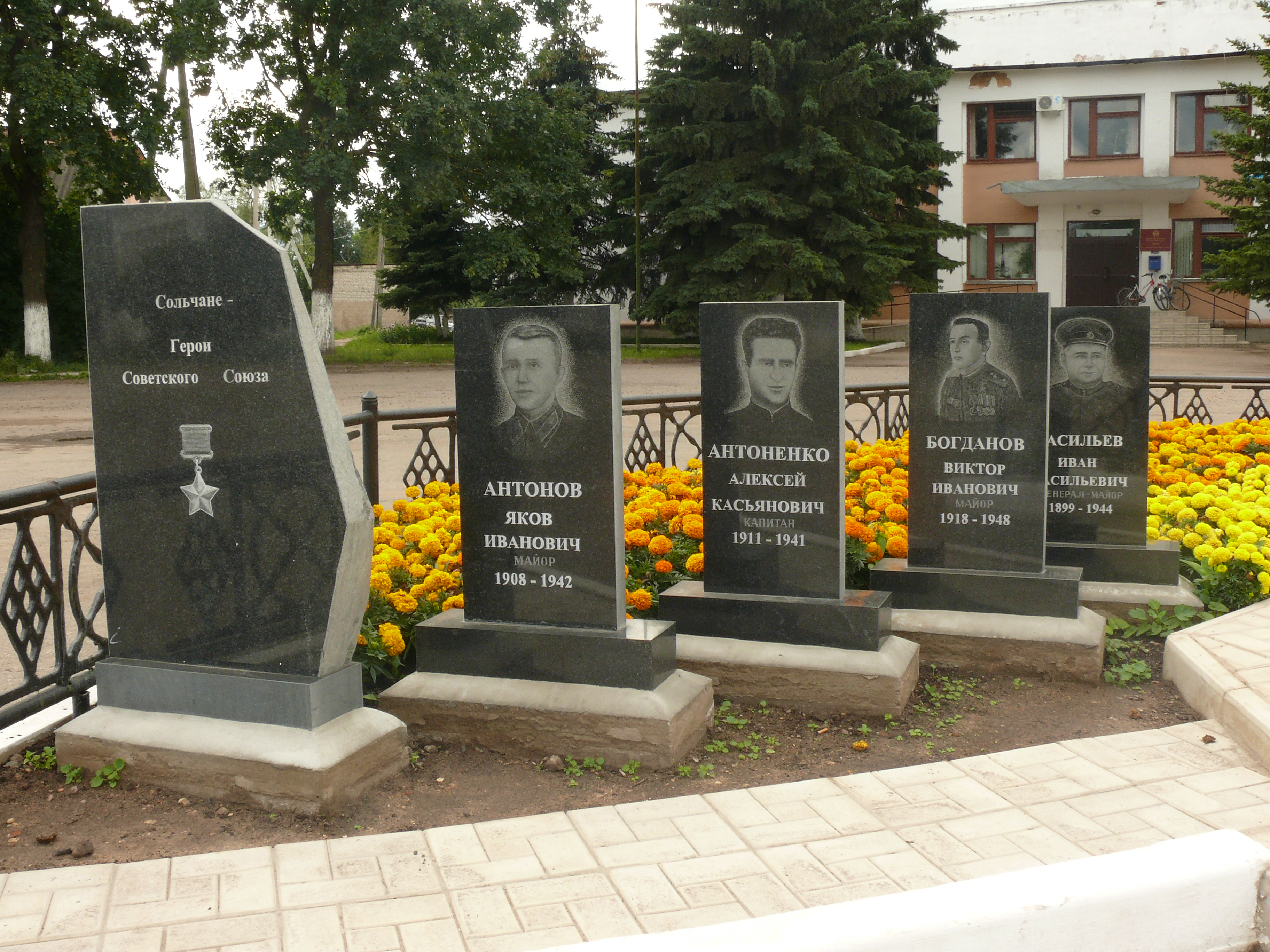
Мемориал героям-сольчанам в городе Сольцы, Новгородская область

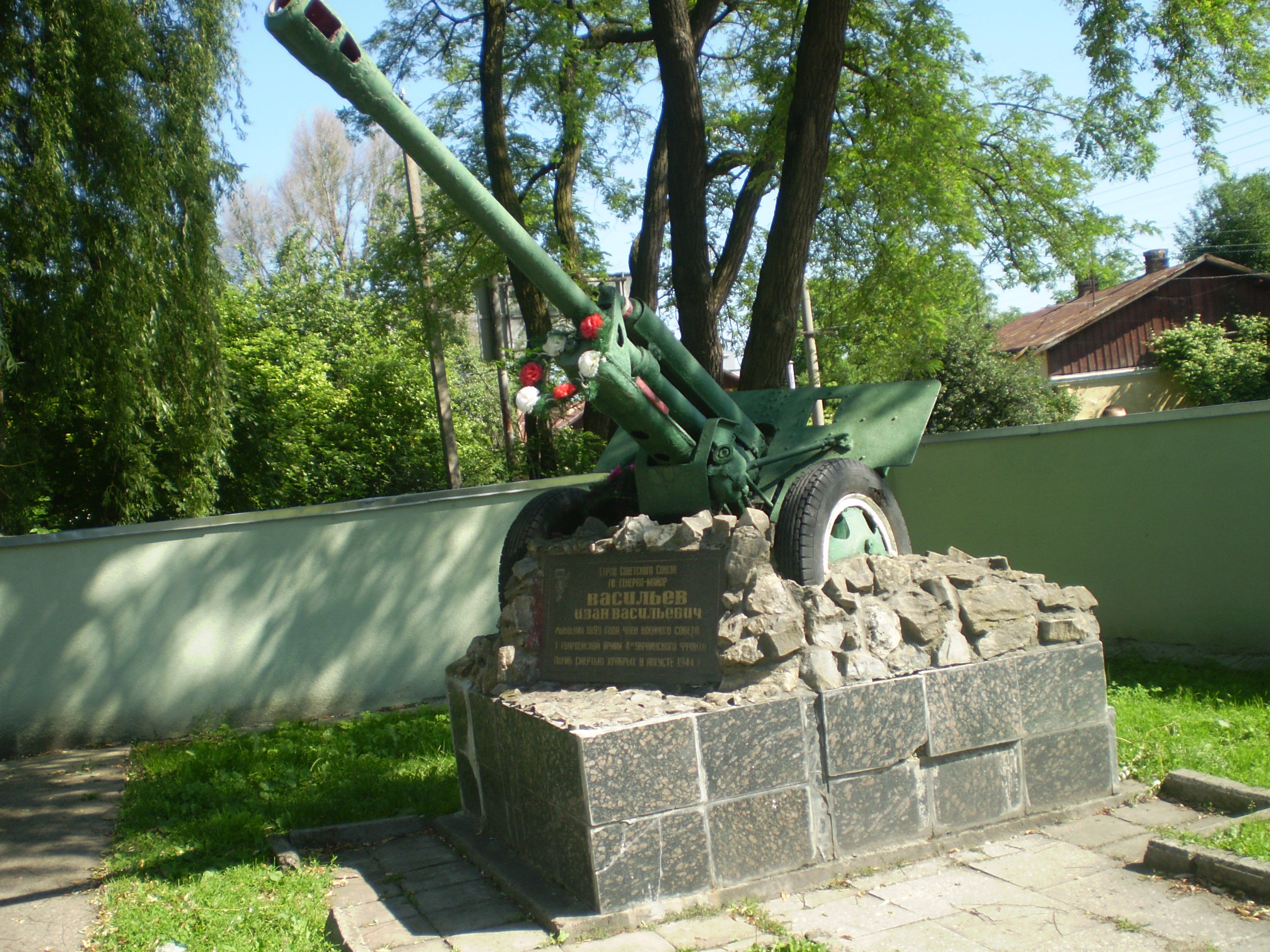
Могила И. В. Васильева, Дрогобыч

Позднее Маршал Советского Союза А. А. Гречко в своей книге «Через Карпаты» писал:

Да, в жестоких боях враг нёс большие потери, но и мы теряли своих боевых товарищей. 11 августа 1944 года недалеко от села Кринтята погиб член Верховного совета 1-й гвардейской армии генерал-майор И. В. Васильев. Отважный генерал, опытный политработник, прекрасной души человек, он был глубоко уважаем в войсках армии.— Гречко А. А. Через Карпаты. — 2-е изд., доп. — М.: Воениздат, 1972. — С. 47—48.

## Воинские звания
- полковой комиссар (19.03.1936)
- бригадный комиссар (10.03.1938)
- генерал-майор (23.01.1943)

## Награды
- Герой Советского Союза (29.06.1945, посмертно)
- Орден Ленина (29.06.1945, посмертно)
- 3 ордена Красного Знамени (8.02.1943, 10.01.1944, 29.05.1944)
- Орден Отечественной войны 1-й степени (26.10.1943),
- Медаль «За оборону Сталинграда» (вручена в 1943 г.)
- Медаль «XX лет Рабоче-Крестьянской Красной Армии» (22.02.1938)
- Именное оружие (дважды)

## Память
- На могиле И. В. Васильева в Дрогобыче в 1944 году был установлен памятник (снесён в 2000-х годах по решению местных украинских властей без перезахоронения праха героя)[10].
- Именем гвардии генерал-майора И. В. Васильева были названы одна из улиц города Дрогобыча и городской парк.
- Пионерская дружина и Боровенская восьмилетняя школа носили имя Героя.